# Gilberto Porretano
Gilberto Porretano o Gilbert de la Porrée (Poitiers, 1070 – 4 settembre 1154) è stato un logico, teologo e vescovo cattolico francese.

## Storia
Studiò dapprima nella natia Poitiers, poi a Chartres sotto Bernardo di Chartres e a Laon con Anselmo di Laon; insegnò per vent'anni a Chartres, dove era anche cancelliere, per essere dal 1137 lettore di dialettica e teologia a Parigi. Nel 1141 ritornò a Poitiers di cui fu vescovo l'anno dopo.

## Opera e pensiero
Le sue opere più importanti sono i Commenti agli Opuscula theologica di Boezio. Le sue opinioni sulla Trinità furono condannate dalla Chiesa: il Concilio di Reims nel 1148 ottenne la condanna del papa di quattro sue proposizioni e Gilberto si sottomise alla decisione.
Gilberto è praticamente l'unico logico del XII secolo ad essere citato dai maggiori scolastici del secolo successivo. Il Liber sex principiorum, a lui attribuito, ma di autore anonimo, fu considerato con la riverenza accordata ai testi aristotelici, dando materia a molti commentatori, come Alberto Magno, mentre Dante lo chiama il Magister sex principiorum. Il trattato è una discussione sulle categorie aristoteliche.
L'autore distingue nelle dieci categorie due classi, una essenziale e l'altra derivata. Essenziali o inerenti (formae inhaerentes) negli oggetti stessi sono solo la sostanza, la quantità, la qualità e la relazione nel senso stretto del termine. Le altre sei, il luogo, il tempo, la situazione, lo stato, l'azione e la passione sono relative e subordinate (formae assistentes). Questa sua posizione ha un certo interesse ma non è di grande valore in logica o nella teoria della conoscenza; più importanti nella storia della scolastica sono le conseguenze teologiche del realismo di Gilberto.
Nel commento al De Trinitate di Boezio procede dalla nozione metafisica dell'essere astratto fino a quella di Dio; per lui, Dio non può essere pienamente compreso né è dimostrabile la sua esistenza. In Dio non vi sono distinzioni e differenze, mentre in tutte le altre sostanze vi è una dualità, derivante dall'elemento materiale. Tra Dio - l'Essere puro - e le sostanze, sono le idee o forme, che dunque per lui non sono sostanze. Tali forme, nel loro aspetto materiale, sono formae substantiales o formae nativae; sono le essenze delle cose e in loro non vi è alcuna relazione con gli accidenti. Le cose sono create e non eterne, diversamente dalle idee, create ed eterne e da Dio, increato ed eterno. La pura forma dell'esistenza, cioè Dio, deve essere distinta dalle tre persone che partecipano della forma divina. La forma o essenza è una, ma le persone o sostanze sono tre. Questa distinzione tra Deitas o Divinitas e Deus portò alla condanna, da parte della Chiesa, della sua dottrina.

### Opere
- Il commento sul De Trinitate, in Jacques Paul Migne, Patrologia Latina, LXIV e CLXXXIII.
- Commentaria in Boethii opuscula sacra, edito da Nikolaus M. Häring, Toronto: Pontifical Institute of mediaeval studies, 1966.
- The Psalms Commentary of Gilbert of Poitiers, edito da T. Gross-Diaz. Leiden: Brill, 1996.

Opere della Scuola Porretana
- Compendium logicae porretanum, Cahiers de l'Institut du Moyen Âge grec et latin (CIMAGL), 46, 1983, pp. 1–113.
- Addenda et Corrigenda [al Compendium], Cahiers de l'Institut du Moyen Âge grec et latin (CIMAGL), 47, 1984, pp. 142–143 e 57, 1988, pp. 175–176.
- Karin M. Fredborg e Corneille H. Kneepkens (a cura di), Grammatica Porretana, (CIMAGL), 57, 1988, pp. 11–67.
- Sten Ebbesen (a cura di), A Porretanean Commentary on Aristotle's Categories, (CIMAGL), 72, 2001, pp. 35–88.

Edizioni moderne del De sex rerum principiis
- Hermes Trismegistus, De sex rerum principiis, a cura di P. Lucentini and M. Delp, Corpus Christianorum Continuatio Mediaevalis (CCCM 142), Turnhot, Brepols, 2006.
- [Gilberto Porretano], Libro dei sei principi, testo latino e tradizione italiana a cura di Francesco Paparella, Milano, Bompiani, 2009.

### Studi
- Luigi Catalani, I Porretani. Una scuola di pensiero tra alto e basso Medioevo, Turnhout, Brepols, 2008.
- Jean Jolivet, e Alain de Libera, (a cura di), Gilbert de Poitiers et ses contemporains, Napoli, Bibliopolis, 1987.
- Bruno Maioli, Gilberto Porretano. Dalla grammatica speculativa alla metafisica del concreto, Roma, Bulzoni, 1979.
- John Marenbon, Gilbert of Poitiers, in Peter Dronke, A History of Twelfth Century Western Philosophy, Cambridge, Cambridge University Press, 1988, pp. 328–352.
- L. O. Nielsen, On the doctrine of logic and language of Gilbert Porreta and his followers, Cahiers de l'Institut du Moyen Age grec et latin 17, 1976, pp. 40–69.
- L. O.  Nielsen, Theology and Philosophy in the Twelfth Century. A study of Gilbert Porreta's thinking and the theological expositions of the doctrine of the incarnation during the period 1130–1180, Leiden, Brill, 1982.
- H. C. van Elswijk, Gilbert Porreta. Sa vie, son oeuvre, sa pansée, Lovanio, Université catholique de Louvain, 1966.
- Michael E. Williams. The Teaching of Gilbert Porreta on the Trinity as found in his commentaries on Boethius, Roma, Università Gregoriana, 1951.